# Santa Maria de Montmeló
Santa Maria de Montmeló és una església de Montmeló (Vallès Oriental) protegida com a bé cultural d'interès local.

## Descripció
Es tracta d'un edifici religiós d'una sola nau amb capelles laterals (6) i un absis quadrat que l'encapçala. Pilastres amb capitells compostos sostenen la volta de canó. Els trets bàsics de l'interior responen a l'estil neoclàssic i es troba totalment arrebossat. Als peus de l'església fins ara descrita, i situada transversalment, s'hi troba l'església romànica. A l'esquerra de la façana hi ha un campanar de base quadrada. La façana resta inacabada per la seva part superior i està formada per una porta adovellada d'arc de mig punt, una sèrie d'arcuacions cegues de tipus llombard, de mig punt, i una finestra central atrompetada i també de mig punt. El material utilitzat és la pedra excepte en les arcuacions restaurades.
A l'absis de l'antiga construcció romànica hi ha les pintures romàniques que es descobriren durant la restauració de 1968. Es representen el Pantocràtor, els Mags i l'Anunciació. Són del segle xii. Sobre l'absis hi ha pintures dels segles xiii i xiv que representen uns àngels.

## Història
Hi ha referències d'aquesta església des de l'any 975, i se la vincula al monestir de Sant Pere de les Puel·les. Malgrat que la primitiva església és fonamentalment medieval, del segle X al XVI, l'església ha estat ampliada en èpoques successives i gran part de l'església actual és del segle xix.